# Moused
moused یک دیمن ماوس در فری‌بی‌اس‌دی و سایر سیستم‌عامل‌های مبتنی بر آن است که با درایور کنسول در ارتباط است و این امکان را فراهم می‌کند تا بتوان از ماوس در کنسول متنی و برنامه‌های کاربر استفاده کرد. moused اولین بار در نسخه ۲٫۲ فری‌بی‌اس‌دی معرفی شد و در مسیر ‎/usr/sbin/moused قرار دارد. moused بر روی درگاه ماوس که به طور پیش‌فرض ‎/dev/psm0 است، گوش فرا داده و اطلاعاتی را که از ‌آن درگاه بدست می‌آورد، برای یک درایور ماوس به نام sysmouse ارسال می‌کند. اگر یکی از پروسه‌های کاربر مایل به استفاده از ماوس بود، به سادگی فایل ‎/dev/sysmouse را باز می‌کند و اطلاعات آن را همانند یک فایل معمولی می‌خواند. این قابلیت به فرایندهای کاربر همانند سامانه پنجره‌بندی اکس و کنسول اجازه می‌دهد تا ماوس را به اشتراک بگذارند.